# MSN
MSN (Microsoft Network) — крупный интернет-провайдер и веб-портал, созданные компанией Microsoft и начавшие работу 24 августа 1995 года (дата открытия совпадает с датой выпуска Windows 95). Название «MSN» затем было распространено на сервис электронной почты Hotmail, клиент службы мгновенных сообщений MSN Messenger, а также на ряд веб-узлов, поддерживаемых Microsoft.
На пике своего развития, в 2002 году, dial-up сервис MSN являлся вторым по величине интернет-провайдером в США с 9 млн подписчиков, идущим после AOL LLC с его 26,5 млн клиентов.
Сам портал MSN.com являлся одним из самых посещаемых в сети Интернет, следующим за своими конкурентами Yahoo! и Google. Также в Outlook Express и Microsoft Office Outlook версии 10 и ниже при регистрации учётной записи электронной почты от MSN.com приходило приветственное письмо со всеми ссылками.
Текущая версия сайта была представлена в 2014 году после полного редизайна.
На момент 23 февраля 2025 года, сервис не доступен на территории Российской Федерации.

## Редизайн
Microsoft запустила полностью переработанный сайт 30 сентября 2014 года. При создании был использован язык современного дизайна компании, который внедряется повсеместно во всех приложениях, программах и службах компании. Большая часть существующего контента на MSN была ликвидирована. Веб-сайт был упрощён. Теперь большинство разделов имеют соответствующие приложения:
- Новости: последние новости и статьи из различных источников, ручная отборка. Синхронизированы с приложением Новости.
- Погода: текущие погодные условия, прогнозы, карты, новости и трафик. Синхронизированы с приложением Погода.
- Развлечения: ТВ, фильмы, музыка и новости знаменитостей, а также расписание сеансов кинотеатра, билеты и телепередач (некоторые доступны только в США). На основе бывшей службы Bing развлечения. Также включает в себя веб-сайт MSN Games для онлайн игр.
- Спорт: прямая трансляция счётов, турнирная таблица и новости лиг по всему миру. Синхронизированы с приложением Спорт.
- Финансы: биржевые тикеры и заметки, личные финансы, недвижимость, инвестиции, конвертер валют и многое другое. Синхронизированы с приложением Финансы.
- Образ жизни: новости, связанные с стилем, дом и сад, семья, отношения и гороскопы.
- Здоровье и фитнес: инструменты и информация о потере веса, упражнения, питание, медицина и многое другое.
- Еда и развлечения: рецепты, советы, новости от шеф-повара, коктейли, приготовления пищи и списки покупок.
- Путешествия: направления, путешествия и идеи, поиск отеля, поиск рейса, статус рейса, прибытие и вылет.